# لورين كينيدي
لورين كينيدي (بالإنجليزية: Lauren Kennedy)‏ هي ممثلة أمريكية، ولدت في 3 سبتمبر 1973 في رالي في الولايات المتحدة.

## وصلات خارجية
- لورين كينيدي على موقع IMDb (الإنجليزية)
- لورين كينيدي على موقع ميوزك برينز (الإنجليزية)
- لورين كينيدي على موقع قاعدة بيانات برودواي على الإنترنت (الإنجليزية)
- لورين كينيدي على موقع ديسكوغز (الإنجليزية)
- لورين كينيدي على موقع قاعدة بيانات الفيلم (الإنجليزية)